# La verità sul caso Harry Quebert
«Un bel libro, Marcus, è un libro che dispiace aver finito». (Harry Quebert)
La verità sul caso Harry Quebert (La Vérité sur l'affaire Harry Quebert) è un romanzo di Joël Dicker del 2012. In Italia è uscito l'anno seguente per Bompiani.
È un giallo deduttivo ambientato nella fittizia cittadina di Aurora nello stato del New Hampshire. Si svolge nel 2008 con numerosi flashback nel 1975, anno in cui fu commesso l'omicidio della giovane Nola Kellergan. Trentatré anni dopo la scomparsa della ragazza viene ritrovato per caso il suo corpo sepolto nella tenuta del famoso scrittore Harry Quebert. L'amico Marcus Goldman conduce delle personali indagini per scagionare il proprio maestro d'arte e di vita accusato di omicidio.
Il romanzo è stato un bestseller in Europa dove ha raggiunto i vertici delle classifiche e in Italia è stato in top 10 per diverse settimane. Le versioni in lingua inglese sono uscite, rispettivamente, il primo maggio 2014 nel Regno Unito a cura di MacLehose Press, e il 27 negli USA a cura di Penguin.
Con questo romanzo l'autore è stato insignito nel 2012 dei premi Goncourt des lycéens e Grand Prix du roman de l'Académie française.

## Trama
New York, primavera 2008. Marcus Goldman, un giovane scrittore diventato famoso grazie al suo primo libro, è alle prese con il blocco dello scrittore e con la pressione di scrivere un altro best seller prima dell'autunno a causa degli obblighi contrattuali con la casa editrice. Disperato, chiama il suo amico e mentore, Harry Quebert, uno degli autori più stimati d'America, che gli propone di andare a stare a casa sua ad Aurora, una piccola cittadina del New Hampshire, come quando era uno studente. Marcus accetta e si trasferisce dall'amico per qualche settimana.
Durante la sua permanenza, però, scopre un segreto: nell'estate del 1975, un anno prima di pubblicare Le origini del male (il romanzo epistolare che lo avrebbe reso famoso), Harry, allora trentaquattrenne, aveva avuto una storia con Nola Kellergan, una ragazza di quindici anni che era poi scomparsa alla fine di agosto di quello stesso anno, dopo essere stata avvistata da una donna anziana, Deborah Cooper, che aveva chiamato la polizia ed era stata uccisa subito dopo. I due uomini decidono di non parlare più della scoperta. Marcus torna a New York senza aver fatto progressi per il suo libro.
All'inizio di giugno, però, Nola torna nella vita di entrambi gli scrittori: il suo cadavere viene infatti rinvenuto nel giardino di Harry, con vicino il manoscritto originale di Le origini del male con una dedica manoscritta per lei. Lo scrittore, che confessa di aver avuto una relazione con lei e di aver scritto il libro per lei, viene accusato dell'omicidio della ragazza e della testimone e rischia la pena di morte. Convinto dell'innocenza dell'amico, Marcus torna ad Aurora per condurre un'indagine e trovare prove che lo scagionino. Durante l'indagine, conosce il sergente Gahalowood, un poliziotto burbero ma professionale. Qualcuno tuttavia non vuole che si indaghi: Marcus inizia infatti a ricevere lettere minatorie e l'automobile di Harry viene bruciata. Lo scrittore, comunque, non si lascia intimidire: inizia ad andare a trovare Harry in prigione e a farsi raccontare dell'estate 1975. Lui gli dice che il giorno della scomparsa Nola doveva raggiungerlo in un motel, per poter scappare insieme in Canada. Intervista anche le persone più vicine a Nola: suo padre, il reverendo Kellergan; il capitano Pratt, che nel 1975 era il capo della polizia di Aurora; Travis Dawn, allora assistente di Pratt che, insieme al capitano, aveva risposto alla chiamata della testimone; Jenny Quinn, moglie di Dawn e proprietaria di un diner ad Aurora; i suoi ex-compagni di scuola, tra cui Nancy Hattaway, migliore amica di Nola, la quale gli rivela che la ragazza veniva picchiata e che, sempre nel 1975, andava regolarmente a casa di Elijah Stern, un ricco uomo d'affari. Quest'ultimo era anche il proprietario della casa di Harry, prima che lo scrittore la comprasse. Intanto, la scadenza per la consegna del libro di Marcus si avvicina, ma lui riesce a spostarla alla fine di agosto promettendo un libro sulla relazione tra Nola e Harry. Va anche a casa di Stern e il magnate gli dice chi era il suo autista nel 1975: Luther Caleb, un uomo con un talento enorme per la pittura, ma sfigurato, che era stato trovato morto qualche settimana dopo la scomparsa. Prima di lasciare l'abitazione di Stern, Marcus si intrufola in una stanza adibita a ufficio dove trova e fotografa un ritratto di Nola ma, essendosi introdotto irregolarmente in quella stanza, non può usarlo come prova.
Dalle interrogazioni lo scrittore scopre che Pratt, durante la ricerca di Nola, aveva trascurato alcune piste apparentemente ovvie da seguire, mancando di interrogare alcune persone. Va a interrogarlo con Gahalowood, e ottiene una confessione: aveva scoperto la storia tra Harry e Nola, ma lei gli aveva praticato una fellatio per convincerlo a non parlarne a nessuno, e qualche tempo dopo lui l'aveva costretta a ripetere la prestazione. L'ex-poliziotto viene così arrestato e si scarcera su cauzione quasi immediatamente, ma non prima di aver rivelato alla polizia che Nola si incontrava con Stern. Il sergente riesce così a perquisire la casa di Stern e a usare il ritratto come prova. Il magnate afferma che il ritratto era stato dipinto da Caleb e che Nola aveva accettato di posare, ottenendo in cambio che Harry fosse esentato dal pagare l'affitto di casa sua, finché non avesse finito il libro. Arrivano anche i risultati della perizia grafologica sulla dedica del manoscritto che confermano che non era stata scritta da Harry. Lo scrittore viene quindi scagionato.
Marcus inizia finalmente a scrivere il suo libro e manda una bozza all'editore. Questa viene però rubata. A causa di una fuga di notizie la bozza finisce su tutti i giornali, facendo perdere a Marcus l'amicizia di tutta Aurora. Inoltre, la casa di Harry viene incendiata e distrutta. Il giovane scrittore si mette comunque all'opera per risolvere il caso e finire il libro. Insieme a Gahalowood, interroga la sorella di Luther da quale apprende che il fratello era rimasto sfigurato in un pestaggio e da allora aveva avuto una strana fissazione per le donne bionde, e che era innamorato anche lui di Nola. Inoltre, per aver importunato Jenny per provare a convincerla a farsi dipingere, era odiato da Dawn, che era un suo spasimante. La colpa, provata dalla grafia della dedica, ricade così su Caleb. Nel frattempo, Pratt viene ucciso.
Marcus si riconcilia con Harry e finisce il libro, ottenendo un enorme successo. All'improvviso, però, si scopre un dato che minaccia di invalidare l'intero libro: la madre di Nola, che nel racconto la picchiava, in realtà era morta anni prima della scomparsa della figlia. Cercando di chiarire la cosa, Marcus scopre che Nola soffriva di episodi dissociativi, durante uno dei quali, da piccola, aveva dato fuoco a casa sua e ucciso la madre; suo padre, in quanto pastore della sua comunità religiosa, convinto che la piccola fosse posseduta, aveva tentato di esorcizzarla con dei finti annegamenti. Il reverendo Kellergan si era poi trasferito ad Aurora con la figlia, ma lei era rimasta traumatizzata, e da allora le sue crisi erano peggiorate: alla dolce Nola, sognatrice e romantica, si era aggiunta la personalità coercitiva, violenta e dominante della madre, che Nola assumeva durante le sue crisi, arrivando ad autoinfliggersi le violente punizioni fisiche e gli abusi verbali (imitando la voce della madre) che il reverendo copriva alzando al massimo il volume del proprio giradischi.
Lo scrittore ne parla con Kellergan; egli racconta che Nola e Harry si scrivevano regolarmente e che quest’ultimo aveva trascritto le lettere nel suo romanzo. La sera della scomparsa, il reverendo aveva trovato una lettera di addio di Harry sul letto di Nola. Kellergan afferma che, secondo lui, la tristezza per l’addio doveva aver scatenato una crisi durante la quale Nola era scappata di casa. Per una coincidenza, la polizia ferma Robert Quinn, il padre di Jenny, che appare molto teso e perciò viene interrogato. Quinn confessa di aver ucciso lui Nola, ma alcune incongruenze convincono Marcus che non sta dicendo la verità. Quinn ammette di star proteggendo la figlia e il genero. La polizia si mette subite alle loro calcagna e i due vengono arrestati subito prima che riescano a fuggire in Venezuela. Dawn ammette di aver ucciso Luther insieme a Pratt; assieme a Luther c'era Nola, che era riuscita a fuggire e a rifugiarsi in casa di Deborah Cooper, ed entrambe erano state uccise perché non rivelassero alcunché. Colpito dal risultato delle indagini, Stern convoca Marcus per rivelargli che era Luther a scrivere a Nola.
Marcus capisce quindi che era stato Luther Caleb, non Harry, a scrivere Le origini del male e a regalarlo a Nola come ricordo di sé. Chiama l'amico, che ammette di aver accettato di recensire il manoscritto e poi di averlo rubato, una volta scoperto che l'autore era morto, spacciandolo per proprio. Il libro che Harry aveva scritto quell'estate non era dunque Le origini del male, ma un altro, intitolato I gabbiani di Aurora, rimasto nel cassetto e mai pubblicato, ma di cui esiste ancora il manoscritto.
Marcus finalmente capisce ciò che accadde nel giorno della scomparsa: Nola, scappata di casa dopo la crisi, aveva incontrato Luther, che si era fermato lì vicino in auto per vedere la reazione della ragazza. Egli le aveva rivelato di essere il vero autore delle lettere e Nola gli aveva detto di portarla da Harry. I due  erano però stati visti da Dawn, che, convinto che Luther volesse fare del male a Nola, l'aveva seguito per dargli una lezione. Vedendolo, i due erano scesi dall’auto e avevano iniziato a correre, Nola davanti e Luther dietro. Erano stati visti da una donna che abitava nelle vicinanze, che, convinta che la ragazza fosse inseguita, aveva chiamato la polizia. Dawn aveva risposto alla chiamata e contattato Pratt. I due poliziotti avevano poi fermato Luther e lo avevano pestato a morte, poi avevano inseguito Nola per non farla parlare. Lei si era rifugiata dalla donna, ma Dawn l'aveva raggiunta, trattenendola mentre Nola rivelava alla signora che i due avevano ucciso Luther. Pratt aveva dunque sparato alla donna e Nola aveva approfittato di un momento di distrazione di Dawn per riprovare a scappare, solo per poi essere riacciuffata dai due poliziotti ed essere uccisa da Dawn col suo manganello. Lui e Pratt l'avevano poi sotterrata nel giardino di Harry assieme alla sacca che portava con sé, senza neanche controllare cosa contenesse, cioè la copia dattiloscritta del romanzo scritto da Luther, con la sua dedica in copertina. Infine, la morte di Luther viene inscenata in modo da far credere alla polizia che la sua automobile fosse precipitata da una scogliera. Dawn avrebbe conservato sempre la collana di Nola, come monito per se stesso per non dimenticare il crimine di cui si era macchiato.
Marcus scrive così un altro libro in cui spiega la verità sul caso Harry Quebert. Viene tuttavia dato ad intendere che Marcus, per affetto e stima nei confronti dell'amico e vecchio maestro Harry Quebert, non svelerà che Luther Caleb è il vero autore di Le origini del male. Tuttavia, per ristabilire il nome e il suo onore, nonché rendergli riconoscimento postumo di scrittore, Marcus fa pubblicare il manoscritto inedito di Harry I gabbiani di Aurora sotto il nome di Luther Caleb. Harry, dopo aver salutato il suo allievo un'ultima volta, si avvia verso il Canada e fa perdere le sue tracce.

## Analisi
La vicenda viene raccontata in prima persona con un io-narrante che cambia più volte nel corso della storia; il punto di vista principale è quello del protagonista Marcus Goldman. I fatti si svolgono per lo più nella cittadina di Aurora nell'anno 2008 con numerosi flashback al '75, anno della scomparsa di Nola Kellergan.
La numerazione dei capitoli è invertita: si parte dal 31 per poi scendere "come in un conto alla rovescia".
Il racconto racchiude al suo interno una piccola guida per aspiranti scrittori, infatti all'inizio di ogni capitolo l'autore inserisce uno scambio di battute tra Harry e Marcus sull'arte della scrittura.
Alcuni hanno visto nel romanzo un omaggio a La macchia umana di Philip Roth per l'amicizia tra due scrittori, la riabilitazione del proprio mentore e l'ambientazione in una provincia americana; ricorda invece la serie TV I segreti di Twin Peaks di David Lynch per la scomparsa di una ragazzina e Lolita di Vladimir Nabokov per l'amore proibito con una minorenne.

## Personaggi
- Marcus Goldman: giovane scrittore, allievo e amico di Harry Quebert. Conduce le proprie indagini sul caso di Nola Kellergan per dimostrare l'innocenza di Quebert.
- Harry Quebert: scrittore di successo e professore universitario. Per qualche mese ha avuto una relazione con Nola Kellergan prima della sua scomparsa nel 1975. È accusato di omicidio.
- Nola Kellergan: quindicenne misteriosamente scomparsa da Aurora nel 1975. Il corpo verrà accidentalmente ritrovato 33 anni dopo, sepolto nel giardino della tenuta di Harry Quebert, Goose Cove.
- Gareth Pratt: capitano della polizia di Aurora nel 1975. Nel 2008 è in pensione e malato terminale di cancro.
- Travis Dawn: agente della polizia di Aurora nel 1975 e ufficiale di polizia nel 2008.
- Jenny Quinn, in seguito Jenny Dawn: figlia di Tamara e Robert Quinn, è sposata con Travis Dawn. Gestisce una frequentata tavola calda di Aurora.
- Perry Gahalowood: sergente della polizia di Stato, capo delle indagini sul delitto di Nola Kellergan in seguito al ritrovamento del corpo nel 2008.
- Luther Caleb: autista del ricco uomo d'affari Elijah Stern. Silenzioso e riservato, ma molto sensibile e dotato di un grande talento artistico, ha il volto sfigurato. Era un ottimo pittore e scrittore, ed è il vero autore del best seller Le origini del male, il romanzo epistolare con cui Harry Quebert divenne famoso.
- Elijah Stern: l'uomo più ricco del Maine, proprietario di una ditta di trasporti ed ex proprietario di Goose Cove. È anche il principale di Luther Caleb e si è finto mecenate di Harry Quebert nell'estate del 1975.
- Deborah Cooper: anziana donna che nel 1975 viveva da sola in una casa al limitare del bosco. Dalla finestra vide una ragazza inseguita da un uomo e chiamò la polizia.
- Tamara Quinn: madre di Jenny Dawn. Prima di andare in pensione gestiva la tavola calda di Aurora.
- Robert "Bobby" Quinn: padre di Jenny Dawn.
- David Kellergan: reverendo di Aurora nel 1975, in pensione nel 2008, e padre di Nola Kellergan.

## Accoglienza
Secondo alcuni La verità sul caso Harry Quebert è una lettura famelica e veloce, ricca di colpi di scena e un romanzo che "una volta iniziato non si riesce a mettere giù".
I diritti di traduzione sono stati venduti in molti paesi e il libro ha ricevuto in Francia diversi riconoscimenti.

## Curiosità
In un'intervista l'autore ha affermato che con questo libro mirava a ottenere sui suoi lettori lo stesso effetto che ha avuto su di lui la serie TV Homeland: «Vedi una puntata, poi un'altra, poi cominci a fare delle stupidaggini tipo vederne quattro di fila di notte così il giorno dopo non riesci a lavorare... La mia ambizione era ottenere lo stesso risultato con un libro».
L'immagine di copertina dell'edizione originale francese è un'opera di Edward Hopper del 1950 dal titolo Portrait of Orleans, esposta al Fine Arts Museums di San Francisco. Joël Dicker ha affermato: «Quel quadro mi sembrava perfetto, evoca la stessa atmosfera del libro. Quell'America del New England che tutti hanno in mente».
La villa di Goose Cove ad Aurora è ispirata alla Petite Plaisance di Marguerite Yourcenar a Northeast Harbor, nel Maine: «Quel posto sembra un set cinematografico», afferma l'autore, «ma è reale e genuino, è lì che Yourcenar ha scritto Memorie di Adriano».

## Opere derivate
Del libro è stato realizzato un adattamento televisivo, intitolato anch'esso La verità sul caso Harry Quebert, presentato nel corso della prima edizione del Canneseries, tenutosi a Cannes dal 4 all'11 aprile 2018. La minisierie conta dieci episodi, per la regia di Jean-Jaques Annaud. Il cast include Patrick Dempsey, scelto per il ruolo del protagonista Harry Quebert. 
Ha debuttato su Sky Witness nel Regno Unito e in Irlanda il 4 settembre 2018, mentre in Italia è stata trasmessa nel settembre 2019.

## Edizioni italiane
- Joël Dicker, La verità sul caso Harry Quebert, traduzione di Vincenzo Vega, Collana Letteraria straniera, Milano, Bompiani, 2013,  pp. 779, ISBN 978-88-452-7328-5. - Collana Vintage, Bompiani, 2015, ISBN 978-88-452-7856-3; Collana Tascabili narrativa, Bompiani, 2016, ISBN 978-88-452-8267-6; 2022, ISBN 978-88-301-0939-1; Collana Romanzi, Bompiani, 2020, ISBN 978-88-301-0425-9.